# ジョン・ストレイチー (官僚)

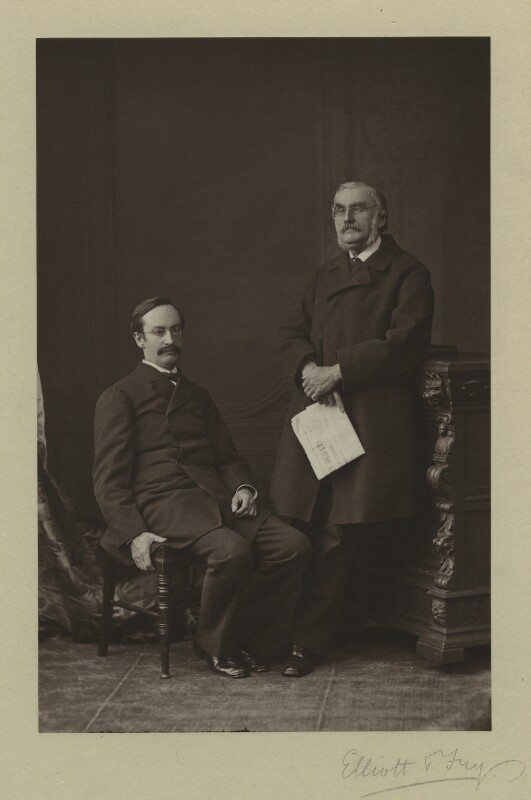
サー・ジョン・ストレイチー（左）と、兄サー・リチャード、1876年撮影。

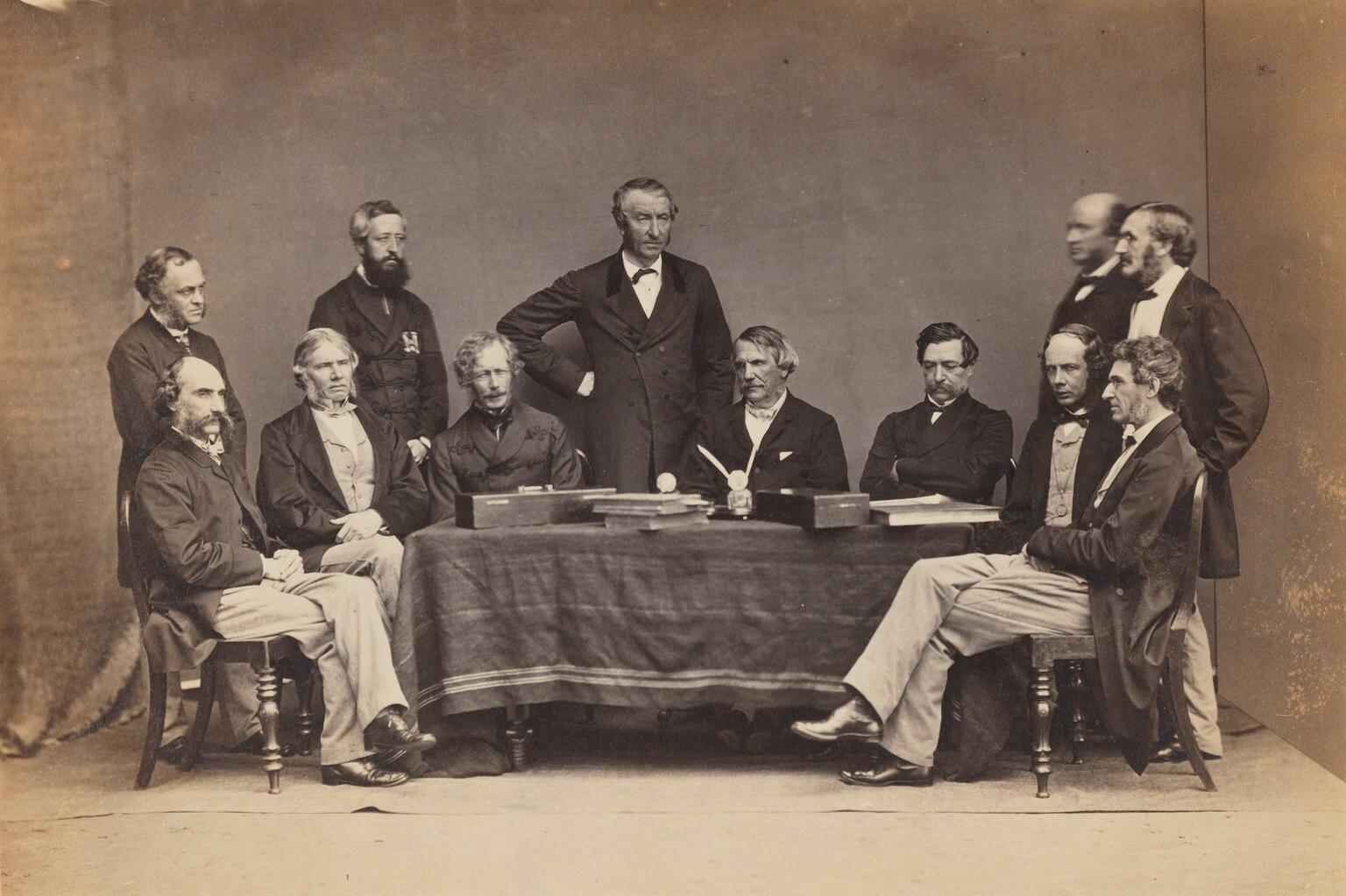
インド総督ローレンス卿と、評議会の面々。ジョン・ストレイチーは右端.
1864年ころ撮影。

サー・ジョン・ストレイチー（英: Sir John Strachey GCSI, CIE、1823年6月5日 - 1907年12月19日）は、イギリスのインド植民地における文民官僚。

## 人物
ストレイチーは、初代準男爵サー・ヘンリー・ストレイチーの次男エドワード・ストレイチー (Edward Strachey) を父とし、その5男としてイングランドのロンドンに生まれた。東インド会社カレッジを経て、1842年にベンガル地方で文民官僚として働き始め、次いで北西地方 (North-Western Provinces) で働き、要職を歴任した。1856年10月9日に、キャサリン・バッテン (Katherine Batten) と結婚し、やがて8人の子をもうけた。
1861年、カニング卿は、当時大流行していたコレラの調査委員会の委員長にストレイチーを指名した。1862年、ストレイチーは中部地方 (Central Provinces) の法務弁務官となった。1864年、陸軍の衛生状態に関する王立委員会の報告書を受けて、インドに恒久的な衛生委員会が設けられ、ストレイチーはその長となった。1866年には、ローレンス卿に選ばれて、アウド（Oudh：後のアワド (Awadh)）の主任弁務官となり、1857年に起こったインド大反乱後に広まっていた、借地人や小作農の諸権利を取り上げるという不公正な事態を、タルクダール (Talukdars) と称された大地主たちの特権は維持しながら、可能な限り修復するよう努めた。立法評議会の一員としてストレイチーはこの件に関連して数件の法案を提案し、タルクダールたちの全面的な支持を得て、法として成立させた。
1868年、ストレイチーはインド総督の評議会の一員となり、1972年に時のインド総督であったメイヨー卿が暗殺された際には、一時的に総督職の業務を代行した。1874年、ストレイチーは北西地方の副総督に任じられた。1876年には、リットン卿と国務大臣の求めに応じ、ストレイチーはこの職を辞して、財務大臣として総督評議会の一員に復帰し、その後、1880年までその職に留まった。
リットン卿がインド総督であった当時、重要な改革が実行された。メイヨー卿の時代から着手されていた財務行政の地方分権化が、事実上ほぼ完了したのである。塩への課税が引き下げられ、課税制度も変更されて、国内関税制度（内陸関税線、Inland Customs Line）は廃止された。イギリスからの綿製品を含め、すべての輸入関税が撤廃され、完全な自由貿易体制の確立がインド統治の恒久政策であることが宣言されて、ストレイチーがインドを離れた1880年までには、それが実効性をもつようになっていた。
1878年から1880年にかけて、第二次アフガン戦争の戦費についての軍の見積もりが、欠陥を含んだ計算方法を採用していたために、しばしば大きく誤ったものとなる事態が生じた。この誤りに対し、ストレイチーは責任を問われる立場にあり、暴力的な党派的攻撃を受けることにもなったストレイチーは、辞職を余儀なくされた。実際には、ストレイチーの行政手腕によってインドに築かれた健全財政それ自体が、財政収入によって、戦費をほぼ全額を賄えることを示す証拠であった。
1885年から1895年まで、ストレイチーはインド担当国務大臣の評議会の一員となった。
ストレイチーは、兄であるサー・リチャード・ストレイチー中将との共著により『The Finances and Public Works of India』（1882年）を著したほか、『India』（1903年に第3版が刊行）、『Hastings and the Rohilla War』（1892年）を書いた。ストレイチーは1907年に死去した。